# The Old Bum's Rush
| Recensione | Giudizio |
| ---------- | -------- |
| AllMusic   | [ 2 ]    |

The Old Bum's Rush è un album discografico a nome della The Tony Williams Lifetime, pubblicato dalla casa discografica Polydor Records nel 1973.

## Tracce

### LP
Lato A
1. You Make It Easy (Soothing + Yellow) – 5:20 (Tony Williams, Linda Tequila Logan)
2. What It's About (Love and Me) – 5:37 (Tony Williams, Linda Tequila Logan)
3. What'cha Gonna Do Today – 3:40 (Tony Williams, Linda Tequila Logan)
4. Mystic Knights of the Sea – 5:12 (Tony Williams)

Lato B
1. Changing Man – 4:50 (Tony Williams)
2. The Boodang – 5:20 (Tony Williams, Ben Sidran)
3. The Old Bums Rush – 10:17 (Tony Williams, David Horowitz, Webster Lewis, Herb Bushler, Linda Tequila Logan)

- Sui vinili alcuni titoli dei brani differiscono leggermente dalla tracklist del retrocopertina dell'album: Mystic Knights of the Sea (sul vinile: The Mystic Knights of the Sea), The Old Bums Rush (sul vinile: The Bum's Rush), What'cha Gonna Do Today (sul vinile Whatcha Gonna Do Today)

## Formazione
- Tony Williams - voce, batteria
- Tequila (Linda Logan) - voce, chitarra, percussioni
- Webster Lewis - organo, clavinette
- David Horowitz - pianoforte, sintetizzatore A.R.P., vibrafono
- Tillmon Williams (padre di Tony) - sassofono tenore
- Herb Bushler - basso

Note aggiuntive
- Ben Sidran - produttore (per la Lifetime Music, Inc.)
- Tony Williams - concept musicale e arrangiamenti
- Registrazioni effettuate presso Intermedia Sound di Boston, Massachusetts (Stati Uniti)
- Berred (Richard Oullette) - ingegnere delle registrazioni
- Mixaggio effettuato al Capitol Records di Hollywood (California) da Bruce Botnick
- Camouflage - grafica copertina album originale
- Ringraziamenti speciali a Helen e Sherman[3]